# Дашков, Аполлон Андреевич
Аполлон Андреевич Дашков (1753—1808) — русский военный и государственный деятель; генерал от инфантерии, сенатор. С 1802 года первый таганрогский градоначальник.

## Биография
Происходил  из рода Дашковых. Родился 18 (29) октября 1753 года. Четырёх лет от роду был зачислен в военную службу «на своем коште» в бомбардирский полк артиллерии; в детском же возрасте он был произведён в капралы и каптенармусы, а когда ему минуло 14 лет — в сержанты. Для получения этого чина он должен был явиться в полк, но в самый день производства в сержанты снова был отпущен на год из полка. Шестнадцатилетним юношей он получил чин штык-юнкера и 1 января 1772 года — подпоручика.
В 1771 году Дашков участвовал в походе из Таганрога в Крымский полуостров к крепости Еникале, взятой затем русским отрядом Щербатова, а в 1772 и 1774 годах — в походах и делах против крымских татар. Некоторое время он занимал должности цейхвартера и квартирмейстера, а в 1782 и 1783 годах, в чине капитана находился в войсках пограничной дивизии и затем в Крыму, после присоединения которого, присутствовал при торжественном принесении татарами присяги на подданство России в Карасу-Базаре.
В 1786 году, с производством в подполковники, Дашков был назначен в пехоту и через два года переведён в Киевский гренадерский полк, с которым участвовал во второй турецкой войне: в октябре 1789 года на Анапской косе, при завладении турецким укреплением, будучи начальником отряда, действовавшего на 16 лодках, Дашков выказал свою неустрашимость. В следующем году он принимал участие в поражении турок при Мачине. 18 марта 1792 года Дашков был награждён орденом св. Георгия 4-й степени (№ 473 по кавалерскому списку Судравского и № 899 по списку Григоровича — Степанова)
За храбрые и мужественные подвиги, оказанные в сражении при Мачине.
После турецкой войны Дашков в возникшей войне с Польшей принимал участие в целом ряде сражений с поляками. После этого похода, 2 сентября 1793 года, он был произведён в полковники и получил под начало Киевский гренадерский полк, командуя которым сражался с поляками под предводительством Костюшки. С июня по 26 августа 1794 г., совместно с прусскими войсками, он находился при осаде и бомбардировании Варшавы, 23 сентября участвовал в стычке с поляками при переправе через Вислу. 29 сентября находился в сражении при Мациовицах, где были разбиты поляки и взят в плен предводитель польских войск — Костюшко. За отличия в этих сражениях Дашков был награждён орденом св. Владимира 3-й степени.
Царствование императора Павла отразилось частыми и резкими переменами в служебной карьере Дашкова. Так в сентябре 1797 года он был произведён в генерал-майоры с назначением шефом в Нашебургский мушкетерский полк. Неизвестно по какой причине он долго не прибывал к полку, и император Высочайшим приказом 2 декабря 1797 года исключил его за это из службы; но 31 декабря того же года Павел I меняет гнев на милость, и Дашков снова принят на службу с прежним старшинством, но уже с назначением командиром Московского гарнизонного Архарова полка. Едва успевает он принять этот полк, как в апреле следующего года назначается комендантом в Елисаветград и шефом гарнизонного имени своего полка. Затем — снова быстрое повышение по службе — чин генерал-лейтенанта в июне 1799 года, а 4 марта следующего года — отставка от службы с производством в генералы от инфантерии и с мундиром.
19 февраля 1801 года (по Руммелю и Голубцову — 6 мая) Дашков вновь определяется на службу с чином генерала от инфантерии, и тогда же последовало повеление определить его на первую открывшуюся губернаторскую вакансию. По вступлении на престол Александра I, он был назначен в 1801 году присутствующим в Черноморской войсковой канцелярии, с производством ему жалованья по чину, а в 1803 году градоначальником в Таганроге.
Высочайшим указом 20 марта 1802 года правление в Черномории было организовано по образцу Войска Донского. Дашков, опираясь на указ, применил «выборное начало», а не назначение. Он также изменил разделение войска на округа (вместо 5 установил 4), а в канцелярии упразднил все экспедиции, оставив только полицейскую.
8 октября 1802 года было образовано Таганрогское градоначальство. Первым градоначальником был назначен А. А. Дашков. Ему были приданы права военного губернатора. Прежде всего, он обратил внимание на неудовлетворительное состояние полиции. Для усиления её он вошел с ходатайством об изменении штатов. Кроме того, он потребовал от магистрата выполнения распоряжение бывшего губернского начальства о приобретении пожарных труб. Здесь Дашков столкнулся с прямым неповиновением. Тогда он распорядился полицмейстеру самому собрать сбор.
В 1803 году Дашкову было поручено восстановить таганрогскую крепость. Из крепости Св. Дмитрия в Таганрог перевели два батальона. Началась постройка крепостных зданий. С городскими магистратами, особенно греческим, у Дашкова взаимоотношения так и не сложились. Он обнаружил массу злоупотреблений. Приписывали в русское подданство греков, никогда в России не проживавших и не несущих перед ней никаких обязательств. Поэтому Дашков добился признания первенства русского магистрата. Для спорных дел Дашков установил третейский суд и особую комиссию, но магистраты подчинялись губернскому правительству. 
Греческий магистрат решения Дашкова не признал. Сочувствие предложениям Дашкова в верхах, к сожалению, было разрешено только, когда ввели коммерческий суд в Таганроге. Дашков ввел особый сбор для замощений улиц, но дворянин греческого происхождения Д. Алфераки посчитал его незаконным и не позволил своим крестьянам его выполнять. Примеру Алфераки последовали и другие помещики. Помещики Фурсов и Караяи построили у моря большие амбары и начали брать с иностранных торговцев громадную арендную плату. Требования Дашкова сократить аппетиты не возымели действия. Кроме того, Дашков потребовал от греческого магистрата отчета о деньгах, собираемых на строительство церквей. Отчета он не добился, а приказание его отобрать у магистрата деньги и запретить дальнейший сбор привело к серьёзному скандалу. Поэтому, 4 апреля 1805 года Дашков был уволен от должности градоначальника и назначен в 6 департамент Правительствующего Сената. Скончался в ночь со 2 на 3 сентября 1808 года.
От брака с Христиной Карловной (03.03.1777—03.03.1838) имел сына Александра и дочь Анну (1793—14.11.1816), замужем (с 1 октября 1815 года) за графом Фёдором Михайловичем Шереметевым (1787—1821).